# Punjab (India)
Punjab este un stat din nord-vestul Indiei. Se mărginește cu provincia pakistaneză Punjab la vest și cu statele indiene Jammu și Cașmir la nord, Himachal Pradesh la nord-est, Haryana la sud și sud-est, Chandigarh la sud-est și Rajasthan la sud-vest.
Suprafața este de 50.362 km pătrați, iar populația de 30.141.373 locuitori (estimare din 2020).
Capitala este Chandigarh, care este administrată separat ca un teritoriu federal, fiind și capitala statului vecin Haryana.
Limba oficială este punjaba.

## Istorie
În secolul al XVIII-lea, sikhii au ridicat un imperiu puternic în Punjab, care a ajuns sub conducere engleză în 1849. În 1947 zona a fost împărțită între noile state ale Indiei și Pakistanului, partea mai mică din est revenind Indiei.
Din punct de vedere istoric, statul indian Punjab face parte din regiunea istorică Punjab, care include provincia pakistaneză Punjab și statele indiene Haryana, Himachal Pradesh și Delhi, cât și teritoriul unional Chandigarh.
Statul indian Punjab a fost înființat în 1947, odată cu împărțirea Indiei. Partea de vest a fostei regiuni Punjab, cu majoritate musulmană, a devenit provincia pakistaneză Punjab, iar partea de est a fost atribuită Indiei.

## Religie
În statul indian Punjab religia sikh este împărtășită de aproximativ 60% din populație, cea mai mare minoritate religioasă fiind cea hindusă. Cele mai importante locuri sfinte ale religiei sikh sunt localizate aici, inclusiv Templul de Aur din Amritsar. Punjab este unul din cele șase state indiene care nu au majoritate hindusă. Împărțirea Indiei a fost marcată de violențe intercomunitare, mulți musulmani emigrând în Pakistan și mulți hinduși și sikhi din vestul Punjabului emigrând în India.